# Dédács

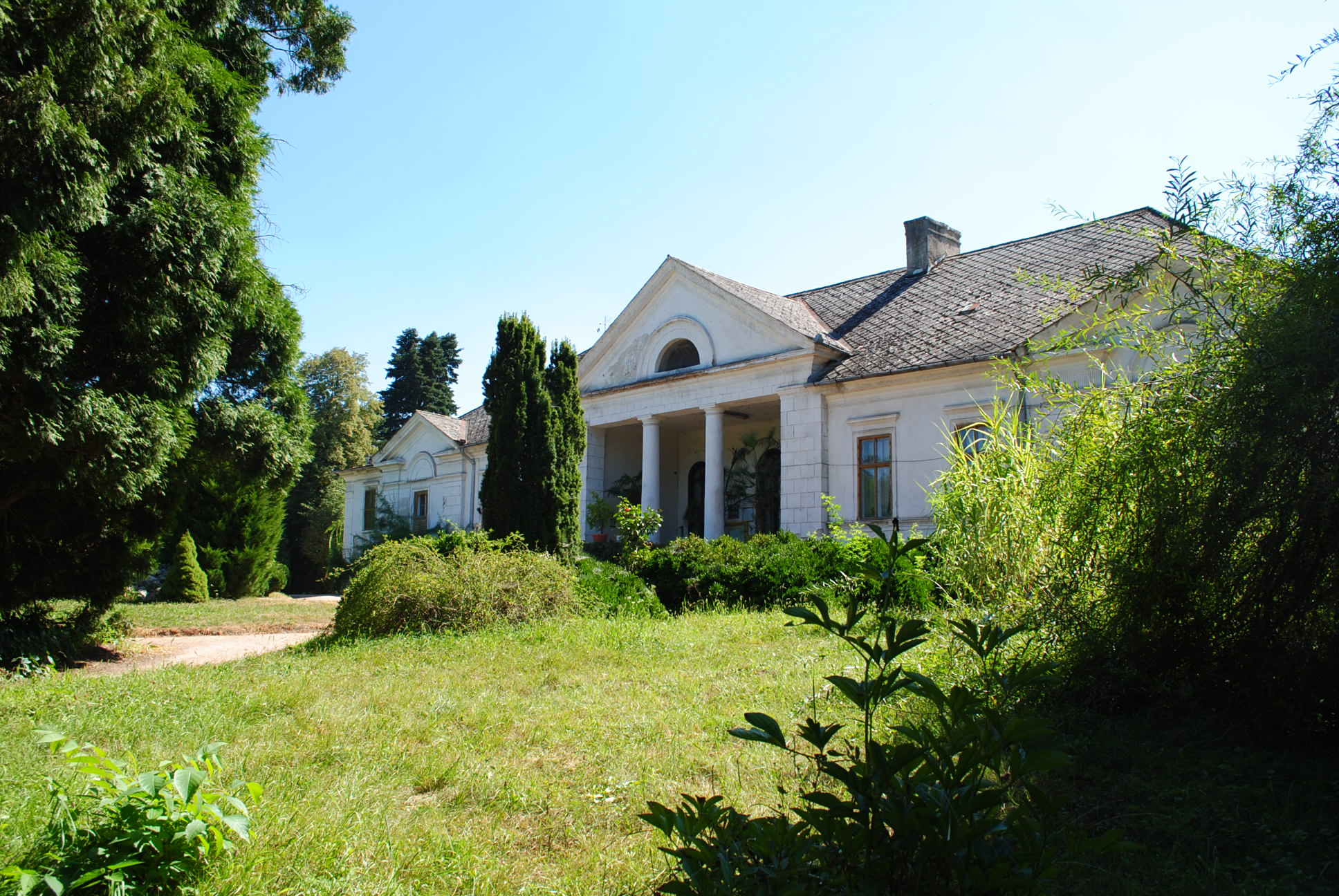
A Gyulay-kastély (erdészeti kutatóintézet)

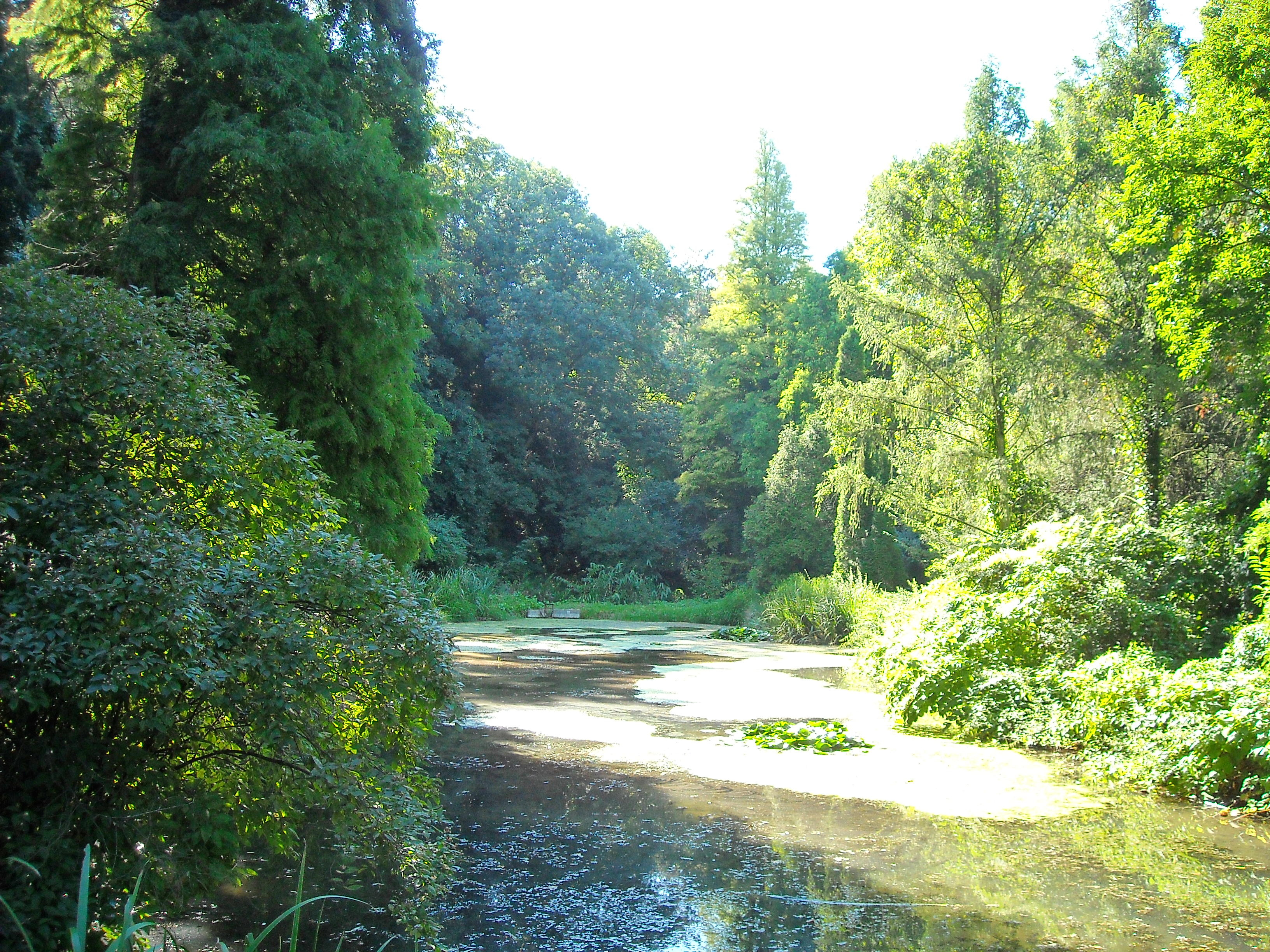
Az arborétum egyik tava

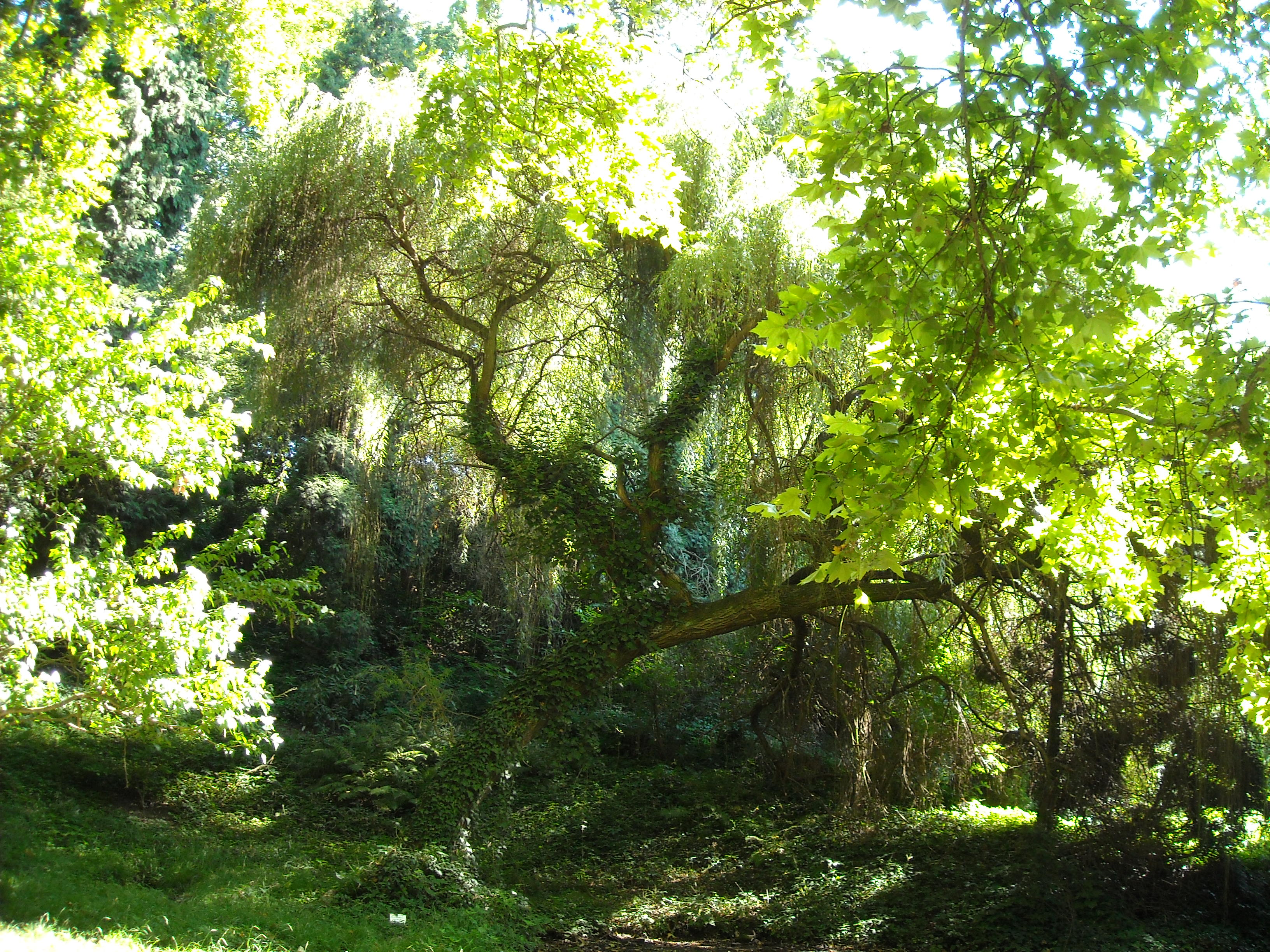
Szomorúfűz az arborétumban

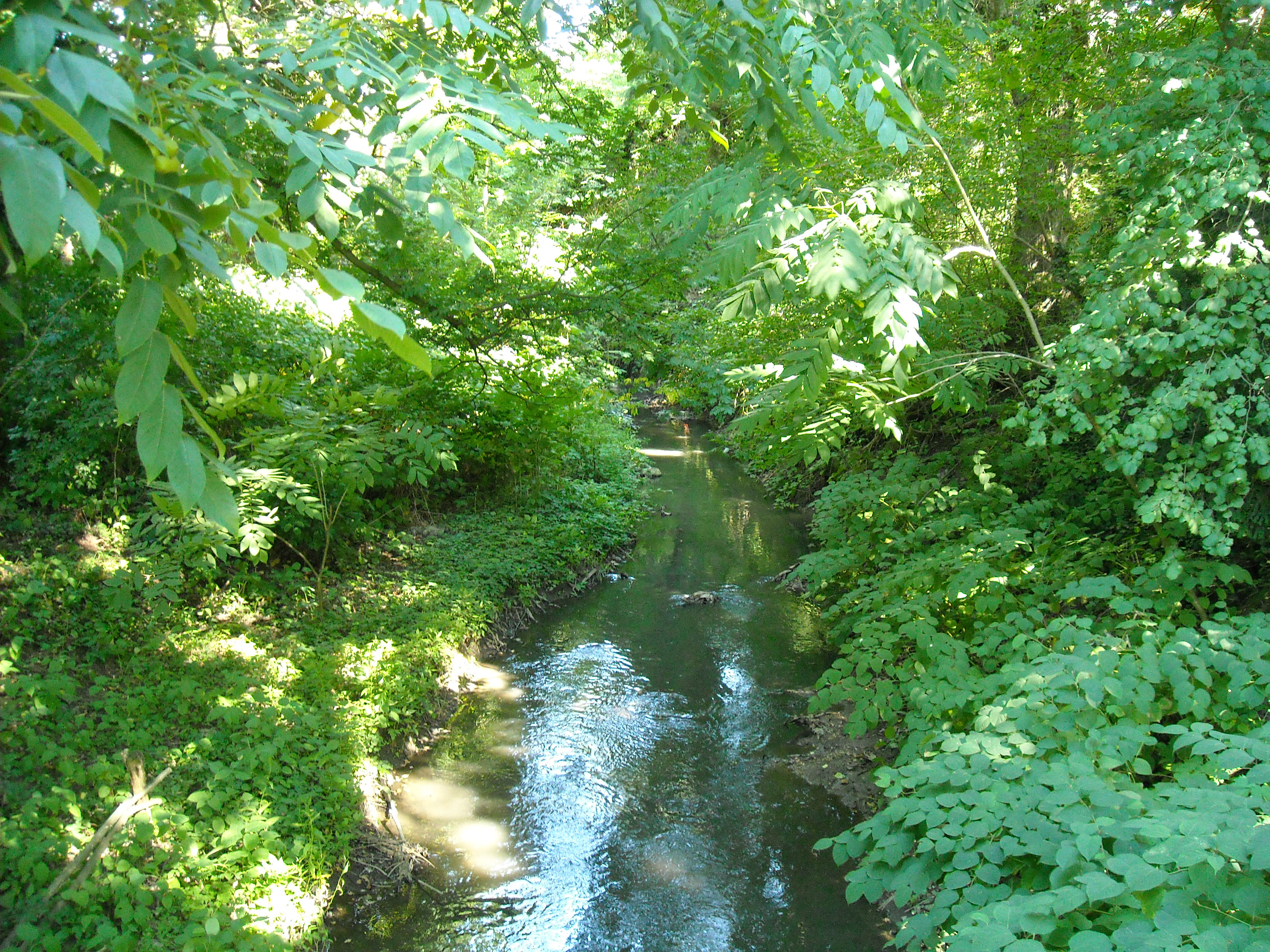
Az arborétum patakja

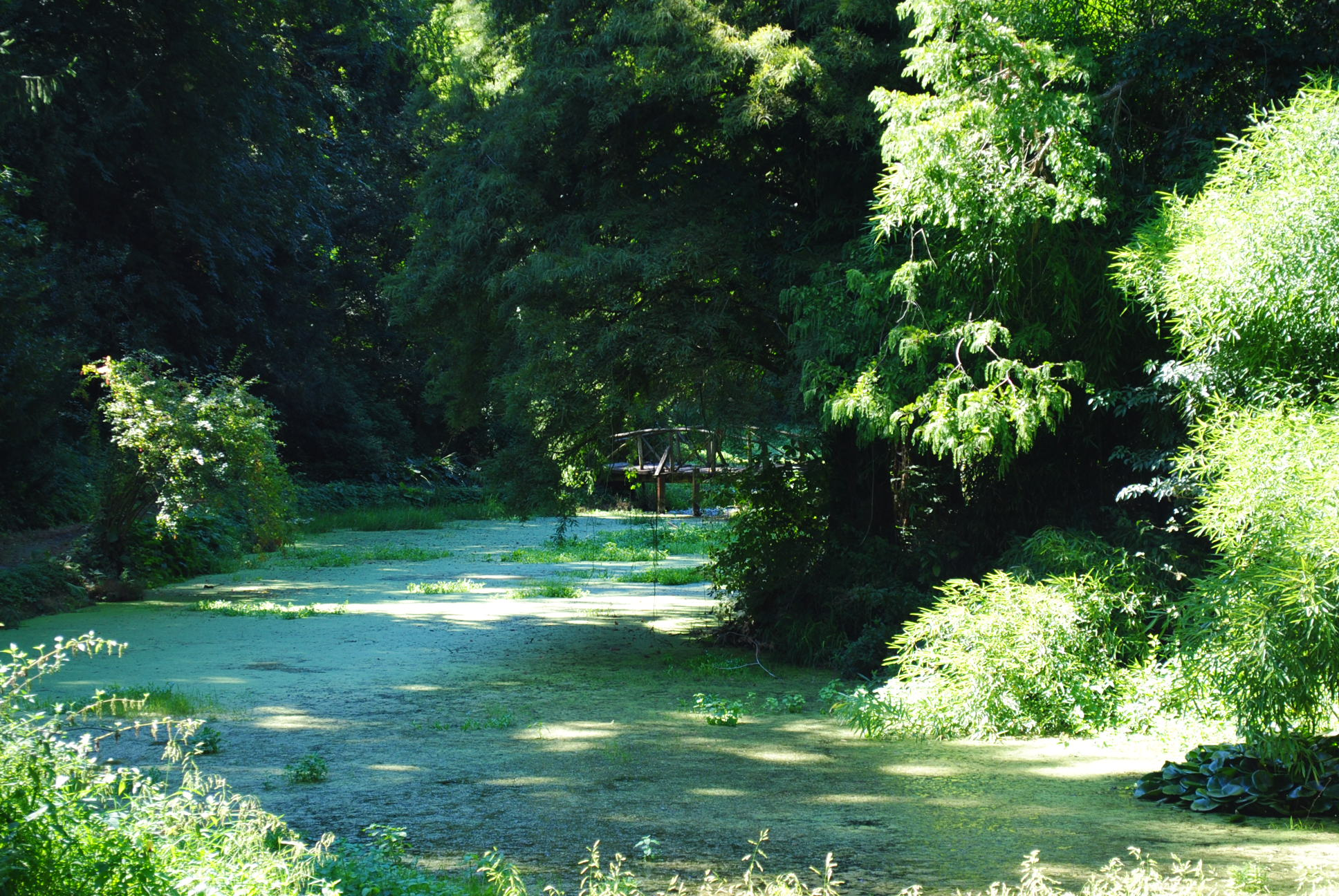

Dédács (románul: Biscaria) egykor önálló település, ma Piski városrésze Romániában, Erdélyben, Hunyad megyében.

## Fekvése
Piski (Piskitelep) északnyugati, a Maroshoz közel fekvő városrésze.

## Nevének eredete
Magyar neve személynévi eredetű lehet, az 1270-ben feljegyzett Dedach királyi comes volt. Először 1377-ben Dedachfolua, majd 1453-ban Dedaacz alakban említették. Román neve (1733, Bitzkárje) talán a 'halastó' jelentésű pescărie szóból ered.

## Népessége
- 1785-ben 213 lakosa volt. Ugyanazon évben 27 ortodox családfőt, míg 1786-ban tíz római katolikus hívőt írtak benne össze.[1]
- 1850-ben 340 lakosából 316 volt román, 15 cigány és 9 német nemzetiségű; 331 ortodox és 9 református vallású.
- 1900-ban 648 lakosából 449 volt román, 158 magyar és 39 német nemzetiségű; 449 ortodox, 103 római katolikus, 72 református, 11 zsidó és 10 unitárius vallású.

## Története
A 18. században a Gyulay család birtoka volt. 1733-ban 16 unitus, 1760–62-ben viszont már harminc ortodox család lakta. 1784-ben a család birtokközpontját a felkelők feldúlták. Leányágon a Kuun családra szállt, 1848-ban a nemesi birtok ismét károkat szenvedett. A piski csata idején itt állomásozott Bem székelyekből álló hátvédje, míg a falusiak az aranyi Kenyér-hegyre menekültek. 1849. augusztus 18-án itt tette le az oroszok előtt a fegyvert a honvédség maradványa, Beke József ezredes vezetésével. Azon három Hunyad vármegyei falu egyike volt, amelynek határát a legkorábban, már 1871 előtt tagosították. 1874-ben hozzácsatolták az 1867-ben alapított Piskitelepet, bár annak területe eredetileg nem tartozott a falu határához. 1925-ben viszont a falut csatolták Piskitelephez.
Az egykori falu területén 1990 óta Waldorf-középiskola működik.

## Látnivalók
- Arborétuma 67 hektár alapterületen fekszik, bár külső része inkább a Maros ártéri erdejének tekinthető. A 18. század második harmadában kezdte kialakítani Gyulay Ferenc. Erdélyben itt ültettek először akácot. A jellegzetes angolparkról rajongással írt Kazinczy Ferenc, aki 1816-ban a család vendége volt. A Kuun család után 1918-ig Fáy Béla, a két világháború között Ocskay István volt a park birtokosa, aki újabb fajokkal gazdagította. 1952-ben kísérleti erdészeti teleppé nyilvánították, 1954-ben erdészeti kutatóintézetté szervezték. 250 európai, ázsiai és észak-amerikai fa- és cserjefaj található meg benne. A város felőli fronton áll az eredetileg 1700 körül épített, mai formájában klasszicista stílusú Gyulay-kastély. Kazinczy kedvenc helyén emlékkövet találunk. Az arborétum naponta reggel nyolc és este nyolc óra között látogatható.

## Híres emberek
- Itt élt Gyulay Lajos naplóíró és Gyulay nevelőjeként Döbrentei Gábor író.
- 1816-ban négy hetet töltött itt Kazinczy Ferenc.